# Service de la sécurité juridique et du contrôle fiscal
Le service de la sécurité juridique et du contrôle fiscal (SJCF) est un service central de la direction générale des Finances publiques.

## Mission
Le SJCF définit la stratégie et les principes d'action de la direction générale des Finances publiques en matière de sécurité juridique des contribuables et de contrôle fiscal et assure le suivi de leur mise en œuvre. 
Il élabore les textes législatifs et la réglementation relatifs aux procédures de rescrit, d'agrément et de contrôle fiscal et au secret fiscal ; il assure la publication des rescrits portant sur des questions d'intérêt général. 
Il expertise les dossiers fiscaux complexes qui lui sont soumis. Il est chargé du pilotage et de la coordination de l'action des services sur des dossiers complexes ou frauduleux à dimension nationale. 
Il assure les liaisons avec la Haute Autorité pour la transparence de la vie publique.
Sur la base des instructions qu'il conduit, il délivre des agréments fiscaux et des rescrits. Il est chargé du soutien et de l'assistance juridique au réseau et, à ce titre, est également responsable du développement d'une relation de confiance avec les contribuables. Il est chargé des contentieux fiscaux et indemnitaires ainsi que des recours gracieux relatifs aux impôts, amendes et recettes non fiscales. 
Il est chargé de l'ensemble des questions internationales relatives à ses attributions.

## Organisation
Le SJCF comprend quatre sous-directions elles-mêmes divisées en bureaux :
- la Sous-direction du contrôle fiscal, du pilotage et de l'expertise juridique  (SJCF-1) :
  - Bureau du pilotage du contrôle fiscal et de l’activité juridique (SJCF-1A) ;
  - Bureau de l’expertise juridique et des publications fiscales (SJCF-1B) ;
  - Bureau de l’action pénale (SJCF-1C) ;
  - Bureau de la programmation des contrôles et analyse des données (SJCF1D) ;
- la Sous-direction de la sécurité juridique des particuliers (SJCF-2) ;
  - Bureau de la fiscalité directe des particuliers (SJCF-2A) ;
  - Bureau de la fiscalité patrimoniale (SJCF-2B) ;
- la Sous-direction de la sécurité juridique des professionnels (SJCF-3) :
  - Bureau des agréments et animation des rescrits (SJCF-3A) ;
  - Bureau de la fiscalité directe des professionnels (SJCF-3B) ;
  - Bureau de la fiscalité des transactions et régime fiscal des OSBL (SJCF-3C)
- la Sous-direction internationale (SJCF-4) :
  - Bureau de l’action internationale et transparence fiscale (SJCF-4A) ;
  - Bureau de la prévention et de la résolution des différends internationaux (SJCF-4B).

### Sous-direction du contrôle fiscal (SJCF-1)
La sous-direction du contrôle fiscal, du pilotage et de l'expertise juridique assure l'organisation, l'animation, le pilotage et le suivi de l'activité des services en matière de contrôle fiscal et d'activité contentieuse. Elle est également chargée de l'expertise juridique générale en matière de procédures de contrôle fiscal, du contentieux indemnitaire relatif aux missions fiscales et du pilotage de la publication des commentaires de la législation fiscale. Elle gère les relations avec les administrations et organismes partenaires dans la lutte contre la fraude et assure l'action pénale. Elle est chargée d'organiser et de piloter la programmation du contrôle fiscal. Elle assure la maîtrise d'ouvrage des projets informatiques du service.

### Sous-direction de la sécurité juridique des particuliers (SJCF-2)
La sous-direction de la sécurité juridique des particuliers est chargée des agréments fiscaux ainsi que de la délivrance de rescrits, du contentieux et des recours gracieux relatifs à l'impôt sur le revenu et aux impôts assimilés, aux impôts locaux assis sur les valeurs locatives des immeubles, autres que la cotisation foncière des entreprises, et aux impôts assimilés ainsi qu'aux droits d'enregistrement, au timbre et aux impôts et taxes assimilés.

### Sous-direction de la sécurité juridique des professionnels (SJCF-3)
La sous-direction de la sécurité juridique des professionnels est chargée des agréments fiscaux ainsi que de la délivrance de rescrits, du contentieux et des recours gracieux relatifs à la fiscalité des professionnels.

### Sous-direction internationale (SJCF-4)
La sous-direction internationale définit les orientations générales du contrôle fiscal international et les méthodes et procédures afférentes ; elle élabore les textes et outils méthodologiques et assiste les services, sous réserve des attributions de la sous-direction du contrôle fiscal, du pilotage et de l'expertise juridique. Elle assure l'assistance administrative internationale et suit les travaux multilatéraux et communautaires sur le contrôle fiscal et les échanges d'information. Elle instruit et négocie les procédures amiables et les accords en matière de prix de transfert et participe à la réflexion économique en ce domaine. Elle est également chargée de certaines affaires fiscales à dimension internationale.